# Климент Бояджиєв
Климент Бояджиєв (болг. Климент Евтимов Бояджиев; нар. 15 квітня 1861 Охрид, Македонія — пом. 15 липня 1933, Софія, Болгарія) — болгарський військовий діяч, генерал-лейтенант.

## Біографія
Народився 15 квітня 1861 в Охриді, освіту здобув у військовому училищі в Софії (1883) і у Військовій академії в Турині (1893). Служив в піхотних підрозділах болгарської армії.
Брав участь у Сербсько-болгарській війні, в Першій Балканській війні, командував 4-ю піхотною дивізією, провів ряд успішних операцій проти турецьких військ. Особливо відзначився в битві при Чаталджі. Під час Другої Балканської війни командував маневреною групою, в 1913 став військовим міністром Болгарії, в 1915 призначений начальником генштабу.
З вступом Болгарії в Першу світову війну, Бояджиєв призначений командувачем 1-ї армії. Брав участь в осінній кампанії 1915 по розгрому Сербії. У 1916 під керівництвом Бояджиєва болгарські війська вели активні бойові дії на Салонікському фронті. У вересні 1916 був відправлений у відставку.
Помер в 1932 в Софії.

## Нагороди
- Орден «За хоробрість» II і III ступеня
- Орден «Святий Олександр» II ступеня
- Орден «За військові заслуги» IV ступеня
- Орден «За заслуги»
- Орден Святого Станіслава II ступеня (Росія)
- Османський золотий орден «Ліякат»